# Dnieprzańska Flotylla Wojenna
Dnieprzańska Flotylla Wojenna (ros. Днепровская военная флотилия) – radziecka flotylla rzeczna operująca na Dnieprze i jego dopływach podczas wojny domowej w Rosji oraz II wojny światowej. Istniała z przerwami w latach 1919–1920, 1930–1940, 1943–1945.

## Przed II wojną światową
Flotylla dnieprzańska została sformowana w sierpniu 1919 roku z samodzielnych oddziałów okrętów rzecznych w składzie około 30 jednostek. Flotylla walczyła z oddziałami Armii Ochotniczej i oddziałami Armii Czynnej Ukraińskiej Republiki Ludowej oraz w wojnie polsko-bolszewickiej. W grudniu 1920 roku została formalnie rozformowana. 27 czerwca 1931 roku flotylla została reaktywowana. Jej zadaniem była walka z polską Flotyllą Pińską. W 1939 roku liczyła 120 okrętów i kutrów, w tym 7 monitorów („Udarnyj” i 6 typu SB-37). Od 17 do 28 września 1939 brała udział w napaści na Polskę.
17 lipca 1940 roku została przeformowana we Flotyllę Pińską (złożoną w dużej mierze z polskich zdobycznych okrętów), a 5 monitorów przeszło w skład Flotylli Dunajskiej.

## II wojna światowa
W czasie II wojny światowej wraz z dojściem Armii Czerwonej do rzeki Dniepr, Flotylla została ponownie sformowana z dniem 14 września 1943 roku na bazie Flotylli Wołżańskiej. Prowadziła bojowe działania od 20 października 1943 roku do wiosny działając na rzekach: Dniepr, Berezyna, Prypeć, Bug, Wisła, Odra, Sprewa. Razem z wojskami lądowymi brała udział w walkach na Ukrainie, Białorusi, w Polsce oraz w Niemczech. Okręty zabezpieczały flanki wojsk oraz forsowanie rzek, wysadzały desanty, niszczyły przybrzeżne ogniowe punkty i forty przeciwnika, przewoziły wojska i ładunki wojskowe. Wykonując po wodnych drogach Polski i Niemiec trudny 500-kilometrowy przemarsz, Flotylla brała udział w szturmie i zdobyciu Berlina, wykonując wsparcie ogniowe, a także zabezpieczając forsowanie rzek i kanałów.
Latem 1944 postanowiono, że okręty 1. Brygady Flotylli Dnieprzańskiej zostaną załadowane w Pińsku, a zwodowane w Dęblinie, natomiast 2. Brygady – załadowane w Mozyrzu i zwodowane w Brześciu, na Bugu. 1. Brygada miała działać na odcinku Wisły między Puławami i Warszawą.
Gdy wojska radzieckie doszły do Wisły w rejonie Dęblina, okazało się, że ukształtowanie brzegu nie pozwalało doprowadzić czasowej linii kolejowej na tyle blisko rzeki, żeby można było wodować okręty. Dlatego w pierwszej dekadzie sierpnia postanowiono zwodować okręty nie na Wiśle, ale na Bugu, na odcinku między Małkinią a Treblinką. 25 sierpnia zakończono załadunek okrętów w Pińsku, a w międzyczasie do brzegu pod Małkinią doprowadzono około 1,5 km tymczasowej linii kolejowej.
Główny transport z okrętami wyszedł z Pińska 4 września. Punkt dowodzenia Flotylli urządzono w dworku niedaleko Małkini. Transporty doszły do Małkini, a samo zwodowanie przeszło bez większych problemów. Kutry opancerzone dwuwieżowe (tj. projektu 1124) odesłano z powrotem do Pińska, gdyż miały za duże zanurzenie.
Problemem okazało się przebazowanie okrętów do ujścia Bugu: po drodze trzeba było pokonać 93 płycizny (mniej więcej co kilometr) oraz znajdujące się tuż poniżej miejsca wodowania resztki mostu, zagradzające nurt. Ostatecznie 15 października Flotylla znalazła się w rejonie linii frontu. W jej składzie znajdowały się 24 kutry opancerzone, oddział kutrów przeciwlotniczych (częściowo przezbrojonych w artyleryjskie wyrzutnie rakietowe RS), pływająca bateria artyleryjska i inne – łącznie 104 okręty.
Do zajęcia Serocka sformowano oddział 13 okrętów, złożony z dwóch eks-polskich kutrów uzbrojonych (BKA-36 i BKA-37) i kutrów przezbrojonych w wyrzutnie RS; okręty współdziałały z wojskami lądowymi podchodzącymi pod Serock od północy. W zajęciu miasta uczestniczył oddział marynarzy, wysadzony z okrętów (Przyczółek serocki).
22 października okręty Flotylli wspierały ogniem dział i RS radzieckie wojska nacierające na Zegrze. Potem jeszcze kilkakrotnie wysadzały desanty (m.in. w rejonie miejscowości Komornica) i udzielały wsparcia ogniowego (np. pod m. Dębe).
Podczas tych działań Flotylla stacjonowała w zdobywanych wcześniej punktach opory przeciwnika, również w Serocku i Zegrzu. W połowie grudnia, wobec pojawienia się lodu, okręty zaprzestały działań.
W styczniu 1945 roku Flotylla przeszła do Modlina. Wiadomo już było, że Flotylla zostanie przerzucona na teren Niemiec. 17 marca, po ustąpieniu lodów, Flotylla rozpoczęła marsz na zachód. W kwietniu okręty doszły do Kostrzyna.
Sześć BKA (ze składu Flotylli) odłączono od reszty: popłynęły w dół Wisły, do Gdańska i tam weszły w skład Floty Bałtyckiej.
Z dniem 9 maja 1945 roku Flotylla została rozwiązana.

## Skład
- Kutry opancerzone – typu 1125
- Kutry opancerzone – typu 1124
- Kutry rakietowe – typu Ja-5
- Kutry trałowe – typu K-15-MG-17
- Kutry trałowe – typu MSW-38
- Kutry trałowe – typu K-18
- Kutry dozorowe – typu A
- Kutry – PWO
- Półglisery – typu NKL-27
- Bateria pływająca – PAB

Dniepr z dorzeczem

Poszczególne jednostki i oddziały bojowe flotylli w latach 1943-1945
Wrzesień 1943 r.
- 2 gwardyjski dywizjon kutrów opancerzonych
  - 3 gwardyjski oddział kutrów opancerzonych: Kutry opancerzone – Nr 11, Nr 12, Nr 13, Nr 42, Nr 43 (wszystkie typu 1125)
  - 4 gwardyjski oddział kutrów opancerzonych: Kutry opancerzone – Nr 14, Nr 41, Nr 44, Nr 92, Nr 93 (wszystkie typu 1125)
  - 1 oddział kutrów rakietowych: Kutry rakietowe – Ja-1, Ja-2, Ja-3, Ja-4, Ja-10 (typu Ja-5)
  - 1 oddział kutrów PWO Kutry – PWO-20, PWO-21, PWO-22, PWO-23, PWO-24, PWO-25, PWO-26, PWO-27, PWO-28, PWO-29
  - 1 oddział kutrów trałowych Kutry trałowe – RTSzcz-120, RTSzcz-140, RTSzcz-143, RTSzcz-154, RTSzcz-162, RTSzcz-163 (typu K-15-MG-17)
  - Oddział półgliserów: Półglisery – 6 jedn.
  - bateria pływająca – Nr 1220

Październik 1943 r.
- 2 gwardyjski dywizjon kutrów opancerzonych
  - 3 gwardyjski oddział kutrów opancerzonych: Kutry opancerzone – Nr 11, Nr 12, Nr 13, Nr 42, Nr 43 (wszystkie typu 1125)
  - 4 gwardyjski oddział kutrów opancerzonych: Kutry opancerzone – Nr 14, Nr 41, Nr 44, Nr 92, Nr 93 (wszystkie typu 1125)
  - 1 oddział kutrów rakietowych: Kutry rakietowe – Ja-1, Ja-2, Ja-3, Ja-4, Ja-10, Ja-11, Ja-12, Ja-13 (typu Ja-5)
  - 1 oddział kutrów trałowych: Kutry trałowe – RTSzcz-120, RTSzcz-140, RTSzcz-143, RTSzcz-154, RTSzcz-162, RTSzcz-163 (typu K-15-MG-17)
  - 2 oddział półgliserów: Półglisery – 26 jedn. (wszystkie typu NKL-27)
  - bateria pływająca – Nr 1220

Początek 1944 r.
- 1 brygada okrętów rzecznych
  - 2 gwardyjski dywizjon kutrów opancerzonych
    - 1 oddział kutrów opancerzonych Kutry opancerzone – BK-1, BK-2, BK-92, BK-93 (typu 1125)
    - 2 oddział kutrów opancerzonych Kutry opancerzone – BK-3, BK-4, BK-5, BK-6 (typu 1125)
    - 3 gwardyjski oddział kutrów opancerzonych Kutry opancerzone – BK-11, BK-12, BK-13, BK-14 (typu 1125)
    - 4 gwardyjski oddział kutrów opancerzonych

Kutry opancerzone – BK-41, BK-42, BK-43, BK-44 (typu 1125)
- - 1 dywizjon kutrów dozorowych i trałowych
    - 1 oddział kutrów dozorowych Kutry dozorowe – SK-21, SK-22, SK-23, SK-24, SK-25, SK-26 (typu A)
    - 2 oddział kutrów trałowych

Kutry trałowe – RTSzcz-170, RTSzcz-171, RTSzcz-172, RTSzcz-173, RTSzcz-174 (typu MSW-38)
- -     - 1 oddział kutrów rakietowych Kutry rakietowe – Ja-1, Ja-2, Ja-3, Ja-4, Ja-10, Ja-11, Ja-12, Ja-13 (typu Ja-5)
    - 2 oddział półgliserów Półglisery – Nr 70-81 (typu NKL-27)
    - bateria pływająca – Nr 1220

Sztab półglisery – Nr 86, Nr 87
- 3 brygada trałowa
  -     - 5 oddział kutrów opancerzonych Kutry opancerzone – Nr 35, Nr 36, Nr 37

  - 1 dywizjon kutrów trałowych
    - 1 oddział kutrów trałowych Kutry trałowe – Nr 118, Nr 120, Nr 125, Nr 129 (typu K-15-MG-17)
    - 2 oddział kutrów trałowych Kutry trałowe – Nr 133, Nr 138, Nr 140 (typu LG-17)
    - półglisery – Nr 18, Nr 20

  - 2 dywizjon kutrów trałowych
    - 1 oddział kutrów trałowych Kutry trałowe – Nr 143, Nr 144, Nr 151, Nr 152 (typu K-15-MG-17)
    - 2 oddział kutrów trałowych Kutry trałowe – Nr 154, Nr 157, Nr 159 (typu K-15-MG-17) półglisery – Nr 22, Nr 23

  - 3 dywizjon kutrów trałowych
    - 1 oddział kutrów trałowych Kutry trałowe – Nr 161, Nr 162, Nr 163 (typu K-15-MG-17)
    - 2 oddział kutrów trałowych Kutry trałowe – Nr 205, Nr 208, Nr 670, Nr 671, Nr 672, Nr 673 (typu K-18) Półglisery – Nr 82, Nr 83

  - 4 dywizjon kutrów trałowych
    - 1 oddział kutrów trałowych Kutry trałowe – Nr 497, Nr 498, Nr 499 (typu MSW-38)
    - 2 oddział kutrów trałowych Kutry trałowe – Nr 101, Nr 102, Nr 103, Nr 501 (typu MSW-38)Półglisery – Nr 84, Nr 85
    - Oddział półgliserów sztabu flotylli

Półglisery – Nr 62-69 (typu NKL-27)
- 292 samodzielny dywizjon artylerii przeciwlotniczej
  - 1076 bateria przeciwlotnicza (4x85)
  - 1077 bateria przeciwlotnicza (4x85)
  - 1082 bateria przeciwlotnicza (4x45)
  - 1061 bateria przeciwlotnicza (4x37)
- 293 samodzielny dywizjon artylerii przeciwlotniczej
  - 1031 bateria przeciwlotnicza (4x85)
  - 1032 bateria przeciwlotnicza (4x85)
  - 1071 bateria przeciwlotnicza (4x45)
  - 1075 bateria przeciwlotnicza (4x37)

21 lutego 1944 r.
- 1 brygada okrętów rzecznych
  - 2 gwardyjski dywizjon kutrów opancerzonych
    - 1 oddział kutrów opancerzonych Kutry opancerzone – BK-1, BK-2, BK-92, BK-93 (typu 1125)
    - 2 oddział kutrów opancerzonych Kutry opancerzone – BK-3, BK-4, BK-5, BK-6 (typu 1125)
    - 3 gwardyjski oddział kutrów opancerzonych Kutry opancerzone – BK-11, BK-12, BK-13, BK-14 (typu 1125)
    - 4 gwardyjski oddział kutrów opancerzonych Kutry opancerzone – BK-41, BK-42, BK-43, BK-44 (typu 1125)

  - 1 dywizjon kutrów dozorowych i trałowych
    - 1 oddział kutrów trałowych Kutry trałowe – RTSzcz-170, RTSzcz-171, RTSzcz-172, RTSzcz-173, RTSzcz-174 (typu MSW-38)
    - 2 oddział kutrów dozorowych Kutry dozorowe – SK-21, SK-22, SK-23, SK-24, SK-25, SK-26 (typu A)
    - 1 samodzielny oddział kutrów rakietowych Kutry rakietowe – Ja-1, Ja-2, Ja-3, Ja-4, Ja-10, Ja-11 (typu Ja-5)
    - 2 samodzielny oddział półgliserów Półglisery – Nr 70-81 (typu NKL-27), bateria pływająca – Nr 1220
    - sztab półglisery – Nr 86, Nr 87 (typu NKL-27)
- 2 brygada okrętów rzecznych
  - 1 dywizjon kutrów opancerzonych
    - 1 oddział kutrów opancerzonych Kutry opancerzone – Nr 148, Nr 149, Nr 152, Nr 153 (typu 1125)
    - 2 oddział kutrów opancerzonych Kutry opancerzone – Nr 140, Nr 141, Nr 142, Nr 154 (typu 1125)
    - 3 oddział kutrów opancerzonych Kutry opancerzone – Nr 155, Nr 156, Nr 157, Nr 162 (typu 1125)
    - 4 oddział kutrów opancerzonych

  - 1 dywizjon kutrów trałowych
    - 1 oddział kutrów trałowych Kutry trałowe – Nr 674, Nr 675, Nr 676, Nr 677, Nr 678 (typu K-18)
    - 2 oddział kutrów trałowych Kutry trałowe – Nr 679, Nr 680, Nr 681, Nr 682, Nr 683 (typu K-18)

  - 2 samodzielny oddział kutrów rakietowych Kutry rakietowe – Ja-12, Ja-13 (typu Ja-5); 4 jedn. (typu Ja-6)
  - 1 samodzielny oddział półgliserów Półglisery – Nr 101-112 (typu NKL-27)
  - sztab Półglisery – Nr 113, Nr 114 (typu NKL-27)
  - 3 brygada trałowa
    - 5 oddział kutrów opancerzonych Kutry opancerzone – Nr 35, Nr 36, Nr 37

  - 1 dywizjon kutrów trałowych
    - 1 oddział kutrów trałowych Kutry trałowe – Nr 118, Nr 125, Nr 129, 2 jedn. (typu K-15-MG-17)
    - 2 oddział kutrów trałowych

Kutry trałowe – Nr 133, Nr 136, Nr 140, 2 jedn. (typu K-15-MG-17) Półglisery – Nr 20, Nr 21
- - 2 dywizjon kutrów trałowych
    - 1 oddział kutrów trałowych Kutry trałowe – Nr 144, Nr 151, Nr 152, 2 jedn. (typu K-15-MG-17)
    - 2 oddział kutrów trałowych Kutry trałowe –Nr 157, Nr 159, 1 jedn. (typu K-15-MG-17); Nr 205, Nr 206 (typu K-18) półglisery – Nr 22, Nr 23

  - 3 dywizjon kutrów trałowych
    - 1 oddział kutrów trałowych Kutry trałowe – Nr 120, Nr 140, Nr 161, Nr 162, Nr 163 (typu K-15-MG-17)
    - 2 oddział kutrów trałowych Kutry trałowe – Nr 143, Nr 154 (typu K-15-MG-17); Nr 670, Nr 671, Nr 672, Nr 673 (typu K-18) Półglisery – Nr 82, Nr 83

  - 4 dywizjon kutrów trałowych
    - 1 oddział kutrów trałowych Kutry trałowe – Nr 497, Nr 498, Nr 499, Nr 500 (typu MSW-38); 2 jedn. (typu K-15-MG-17)
    - 2 oddział kutrów trałowych Kutry trałowe – Nr 101, Nr 102, Nr 103, Nr 501 (typu MSW-38); 2 jedn. (typu K-15-MG-17) Półglisery – Nr 84, Nr 85
    - sztab Półglisery – Nr 18, Nr 19
    - Oddział półgliserów sztabu flotylli Półglisery – Nr 62-69 (typu NKL-27)

  - 292 samodzielny dywizjon artylerii przeciwlotniczej
    - 1076 bateria przeciwlotnicza (4x85)
    - 1077 bateria przeciwlotnicza (4x85)
    - 1061 bateria przeciwlotnicza (6x25)
    - 1082 bateria przeciwlotnicza (6x25)

  - 293 samodzielny dywizjon artylerii przeciwlotniczej
    - 1031 bateria przeciwlotnicza (4x85)
    - 1032 bateria przeciwlotnicza (4x85)
    - 1071 bateria przeciwlotnicza (6x25)
    - 1075 bateria przeciwlotnicza (6x25)

Maj 1944 r.
- 1 brygada okrętów rzecznych
  - 2 gwardyjski dywizjon kutrów opancerzonych
    - 1 gwardyjski oddział kutrów opancerzonych Kutry opancerzone – Nr 1, Nr 2, Nr 92, Nr 93
    - 2 gwardyjski oddział kutrów opancerzonych Kutry opancerzone – Nr 222, Nr 223, Nr 224
    - 4 gwardyjski oddział kutrów opancerzonych Kutry opancerzone – Nr 41, Nr 42, Nr 43, Nr 44
    - 1 oddział kutrów rakietowych Kutry rakietowe – Ja-1, Ja-2, Ja-3, Ja-4, Ja-5, Ja-6
    - 2 oddział półgliserów Półglisery – Nr 70-81 bateria pływająca – Nr 1220

  - 292 samodzielny dywizjon artylerii przeciwlotniczej
    - 1076 i 1077 baterie przeciwlotnicze (4x85)
    - 1061 i 1082 baterie przeciwlotnicze (6x25)
    - sztab Półglisery – Nr 86, Nr 87
- 2 brygada okrętów rzecznych
  - 2 samodzielny dywizjon kutrów opancerzonych
    - 3 gwardyjski oddział kutrów opancerzonych Kutry opancerzone – Nr 11, Nr 12, Nr 13, Nr 14
    - 5 oddział kutrów opancerzonych Kutry opancerzone – Nr 35, Nr 36, Nr 37
    - Oddział kutrów rakietowych Kutry rakietowe – Ja-12, Ja-13 (wszystkie typu Ja-5)
    - 2 oddział kutrów dozorowych Kutry dozorowe – Nr 21, Nr 22, Nr 23, Nr 24, Nr 25, Nr 26 (wszystkie typu A)
    - 1 oddział półgliserów Półglisery – Nr 101-112 bateria pływająca – Nr 1270

  - 293 samodzielny dywizjon artylerii przeciwlotniczej
    - 1031 i 1032 baterie przeciwlotnicze (4x85)
    - 1071 i 1075 baterie przeciwlotnicze (6x25)
    - sztab Półglisery – Nr 113, Nr 114
- 3 brygada trałowa
  - 1 dywizjon kutrów trałowych
    - 1 oddział kutrów trałowych Kutry trałowe – RTSzcz-118, RTSzcz-125, RTSzcz-129 (wszystkie typu K-15-MG-17)
    - 2 oddział kutrów trałowych Kutry trałowe – Nr 136, Nr 138, Nr 161 (wszystkie typu K-15-MG-17) półglisery – 2 jedn.

  - 2 dywizjon kutrów trałowych
    - 1 oddział kutrów trałowych Kutry trałowe – Nr 144, Nr 151, Nr 152 (wszystkie typu K-15-MG-17)
    - 2 oddział kutrów trałowych Kutry trałowe – Nr 205, Nr 206 (typu K-18); Nr 157, Nr 159 (typu K-15-MG-17) półglisery – 2 jedn.

  - 3 dywizjon kutrów trałowych
    - 1 oddział kutrów trałowych
    - 2 oddział kutrów trałowych Kutry trałowe – Nr 120, Nr 140, Nr 143, Nr 154, Nr 162, Nr 163

  - 4 dywizjon kutrów trałowych
    - 1 oddział kutrów trałowych
    - 2 oddział kutrów trałowych Kutry trałowe – Nr 170, Nr 171, Nr 172, Nr 173, Nr 174
    - Oddział półgliserów Półglisery – 6 jedn.

Czerwiec 1944 r. (Wyzwolenie Pińska)
- 1 brygada okrętów rzecznych
  - 2 gwardyjski dywizjon kutrów opancerzonych
    - 1 gwardyjski oddział kutrów opancerzonych Kutry opancerzone – Nr 1, Nr 92, Nr 93
    - 3 gwardyjski oddział kutrów opancerzonych Kutry opancerzone – Nr 11, Nr 12, Nr 13, Nr 14
    - 4 gwardyjski oddział kutrów opancerzonych Kutry opancerzone – Nr 41, Nr 42, Nr 43, Nr 44
    - 5 oddział kutrów opancerzonych

Kutry opancerzone – Nr 36, Nr 37
- - 3 dywizjon kutrów trałowych
    - 1 oddział kutrów trałowych Kutry trałowe – Nr 140, Nr 143, Nr 144, Nr 151, T-134
    - 2 oddział kutrów trałowych Kutry trałowe – Nr 675, Nr 676, Nr 677, T-533, T-535

  - 1 dywizjon kutrów dozorowych
    - 1 oddział kutrów dozorowych Kutry dozorowe – Nr 11, Nr 12, Nr 13, Nr 14, Nr 15, Nr 16, Nr 17
    - 2 oddział kutrów dozorowych Kutry dozorowe – Nr 21, Nr 22, Nr 23, Nr 24, Nr 25, Nr 26
    - 1 oddział półgliserów półglisery – Nr 101-112
    - Samodzielny oddział kutrów PWO Kutry – Nr 61, Nr 62, Nr 63, Nr 64, Nr 65, Nr 66, Nr 67, Nr 68, Nr 69, Nr 70

  - Dywizjon pływających baterii
    - bateria pływająca – Nr 1225, Nr 1226, Nr 1227, Nr 1228, Nr 1229

  - 292 samodzielny dywizjon artylerii przeciwlotniczej
    - 1076 i 1077 baterie przeciwlotnicze (4x85)
    - 1061 i 1082 baterie przeciwlotnicze (6x25)
    - sztab półglisery – Nr 113, Nr 114
- 2 brygada okrętów rzecznych
  - 1 dywizjon kutrów opancerzonych
    - 1 oddział kutrów opancerzonych Kutry opancerzone – Nr 301, Nr 302, Nr 303, Nr 304
    - 2 oddział kutrów opancerzonych Kutry opancerzone – Nr 2, Nr 222, Nr 223, Nr 224

  - 4 dywizjon kutrów trałowych

Półglisery – Nr 84, Nr 88
- -     - 1 oddział kutrów trałowych Kutry trałowe – Nr 149, Nr 150, Nr 153, Nr 154, Nr 155
    - 2 oddział kutrów trałowych Kutry trałowe – Nr 156, Nr 160, Nr 161, Nr 163, T-132
    - 2 oddział półgliserów Półglisery – Nr 70-81 bateria pływająca – Nr 1220

  - 293 samodzielny dywizjon artylerii przeciwlotniczej
    - 1031 i 1032 baterie przeciwlotnicze (4x85)
    - 1071 i 1075 baterie przeciwlotnicze (6x25)
    - sztab półglisery – Nr 85, Nr 86

1 lipca 1944 r.
- 1 brygada okrętów rzecznych
  - 2 gwardyjski dywizjon kutrów opancerzonych
    - 1 oddział kutrów opancerzonych Kutry opancerzone – BK-1, BK-2, BK-92, BK-93
    - 2 oddział kutrów opancerzonych Kutry opancerzone – BK-222, BK-223, BK-224, BK-106
    - 3 gwardyjski oddział kutrów opancerzonych Kutry opancerzone – BK-11, BK-12, BK-13, BK-14
    - 4 gwardyjski oddział kutrów opancerzonych Kutry opancerzone – BK-41, BK-42, BK-43, BK-44

  - 1 dywizjon kutrów dozorowych i trałowych
    - 2 oddział kutrów dozorowych Kutry dozorowe – Nr 21, Nr 22, Nr 23, Nr 24, Nr 25, Nr 26
    - 1 oddział kutrów trałowych Kutry trałowe – Nr 170, Nr 171, Nr 172, Nr 173, Nr 174
    - 1 oddział kutrów rakietowych Kutry rakietowe – Ja-1, Ja-2, Ja-3, Ja-4, Ja-10, Ja-11
    - 2 oddział półgliserów Półglisery – Nr 70-81 (typu NKL-27) bateria pływająca – Nr 1220
    - 1 oddział kutrów dozorowych Kutry dozorowe – Nr 11, Nr 12, Nr 13, Nr 14, Nr 15, Nr 16, Nr 17
    - Samodzielny oddział kutrów PWO Kutry – Nr 61, Nr 62, Nr 63, Nr 64, Nr 65, Nr 66, Nr 67, Nr 68, Nr 69, Nr 70
    - Dywizjon pływających baterii Baterie pływające – Nr 1225, Nr 1226, Nr 1227, Nr 1228, Nr 1229
    - sztab półglisery – Nr 86, Nr 87
- 2 brygada okrętów rzecznych
  - 1 dywizjon kutrów opancerzonych
    - 1 oddział kutrów opancerzonych Kutry opancerzone – Nr 301, Nr 302, Nr 303, Nr 304
    - 2 oddział kutrów opancerzonych Kutry opancerzone – 4 jedn.
    - 3 oddział kutrów opancerzonych Kutry opancerzone – 4 jedn.
    - 4 oddział kutrów opancerzonych Kutry opancerzone – 4 jedn.

  - 1 dywizjon kutrów trałowych
    - 1 oddział kutrów trałowych Kutry trałowe – Nr 674, Nr 675, Nr 676, Nr 677, Nr 678
    - 2 oddział kutrów trałowych Kutry trałowe – Nr 679, Nr 680, Nr 681, Nr 682, Nr 683
    - 2 oddział kutrów rakietowych Kutry rakietowe – Ja-12, Ja-13, 4 jedn.
    - 1 oddział półgliserów Półglisery – Nr 101-112
    - sztab Półglisery – Nr 113, Nr 114
- 3 brygada trałowa
  -     - 5 oddział kutrów opancerzonych Kutry opancerzone – Nr 35, Nr 36, Nr 37

  - 1 dywizjon kutrów trałowych
    - 1 oddział kutrów trałowych Kutry trałowe – Nr 118, Nr 120, Nr 125, Nr 129
    - 2 oddział kutrów trałowych Kutry trałowe – Nr 133, Nr 138, Nr 140, 2 jedn. półglisery – Nr 20, Nr 21

  - 2 dywizjon kutrów trałowych
    - 1 oddział kutrów trałowych Kutry trałowe – Nr 143, Nr 144, Nr 151, Nr 152, 1 jedn.
    - 2 oddział kutrów trałowych Kutry trałowe – Nr 154, Nr 157, Nr 159, 2 jedn. półglisery – Nr 22, Nr 23

  - 3 dywizjon kutrów trałowych
    - 1 oddział kutrów trałowych Kutry trałowe – Nr 161, Nr 162, Nr 163, 2 jedn.
    - 2 oddział kutrów trałowych Kutry trałowe – Nr 205, Nr 208, Nr 670, Nr 671, Nr 672, Nr 673 półglisery – Nr 82, Nr 83

  - 4 dywizjon kutrów trałowych
    - 1 oddział kutrów trałowych Kutry trałowe – Nr 497, Nr 498, Nr 499, Nr 500, 2 jedn.
    - 2 oddział kutrów trałowych Kutry trałowe – Nr 101, Nr 102, Nr 103, Nr 501, 2 jedn. półglisery – Nr 84, Nr 85
    - sztab półglisery – Nr 18, Nr 19
    - Oddział półgliserów sztabu flotylli Półglisery – Nr 62-69 (typu NKL-27)

  - 292 samodzielny dywizjon artylerii przeciwlotniczej
    - 1076 bateria przeciwlotnicza (4x85)
    - 1077 bateria przeciwlotnicza (4x85)
    - 1061 bateria przeciwlotnicza (6x25)
    - 1082 bateria przeciwlotnicza (6x25)

  - 293 samodzielny dywizjon artylerii przeciwlotniczej
    - 1031 bateria przeciwlotnicza (4x85)
    - 1032 bateria przeciwlotnicza (4x85)
    - 1071 bateria przeciwlotnicza (6x25)
    - 1075 bateria przeciwlotnicza (6x25)

Później 3 brygada trałowa
- 3 brygada trałowa
  - 1 dywizjon kutrów trałowych
    - 1 oddział kutrów trałowych kutry trałowe – Nr 125, Nr 126, Nr 133, Nr 136, T-141
    - 2 oddział kutrów trałowych kutry trałowe – Nr 681, Nr 682, Nr 683, T-612, T-648

Półglisery – Nr 20, Nr 21
- - 2 dywizjon kutrów trałowych
    - 1 oddział kutrów trałowych kutry trałowe – Nr 152, Nr 157, Nr 159, Nr 161, T-639
    - 2 oddział kutrów trałowych kutry trałowe – Nr 678, Nr 679, Nr 680, T-142, T-223 Półglisery – Nr 22, Nr 23

  - 3 dywizjon kutrów trałowych
    - 1 oddział kutrów trałowych kutry trałowe – Nr 140, Nr 143, Nr 144, Nr 151, T-134
    - 2 oddział kutrów trałowych kutry trałowe – Nr 675, Nr 676, Nr 677, T-533, T-535 Półglisery – Nr 82, Nr 83

  - 4 dywizjon kutrów trałowych
    - 1 oddział kutrów trałowych kutry trałowe – Nr 113, Nr 137, Nr 138, Nr 141, Nr 142
    - 2 oddział kutrów trałowych kutry trałowe – Nr 118, Nr 120, Nr 205, Nr 206, Nr 674, T-436

Półglisery – Nr 84, Nr 85
- - 5 dywizjon kutrów trałowych
    - 1 oddział kutrów trałowych kutry trałowe – Nr 149, Nr 150, Nr 153, Nr 154, Nr 155
    - 2 oddział kutrów trałowych kutry trałowe – Nr 156, Nr 158, Nr 160, Nr 162, Nr 163, T-132

Półglisery – Nr 68, Nr 69
- -     - sztab półglisery – Nr 18, Nr 19

1 października 1944 r.
- 1 brygada okrętów rzecznych
  - kutry opancerzone – Nr 1, Nr 11, Nr 12, Nr 13, Nr 14, Nr 36, Nr 37, Nr 41, Nr 42, Nr 43, Nr 44, Nr 93, Nr. 310, Nr. 311, Nr. 312, Nr. 397
  - kutry dozorowe – Nr 11, Nr 12, Nr 13, Nr 14, Nr 15, Nr 16, Nr 17
  - kutry trałowe – Nr 140, Nr 143, Nr 154, Nr 155, Nr 156, Nr 157, Nr 158, Nr 159, Nr 162, Nr 163
  - kutry PWO – Nr 61, Nr 62, Nr 63, Nr 64, Nr 65, Nr 66, Nr 67, Nr 68, Nr 69, Nr 70
  - baterie pływające – Nr 1220, Nr 1225, Nr 1226, Nr 1227, Nr 1228, Nr 1229
  - bateria pływająca opl – Nr 1270
  - półglisery – Nr 77, Nr 82, Nr 101, Nr 104, Nr 107, Nr 108, Nr 110, Nr 111, Nr 112, Nr 117
- 2 brygada okrętów rzecznych
  - kutry opancerzone – Nr 186, Nr 222, Nr 223, Nr 224, Nr 301, Nr 302, Nr 304, Nr 371, Nr 372, Nr 373, Nr 374, Nr 375
  - kutry trałowe – Nr 141, Nr 142, Nr 149, Nr 150, Nr 153, Nr 206, Nr 674, Nr 675, Nr 676, Nr 677
  - kutry dozorowe – Nr 21, Nr 22, Nr 23, Nr 24, Nr 25, Nr 26
  - kutry PWO – Nr 71, Nr 72, Nr 73, Nr 74, Nr 75, Nr 76, Nr 77, Nr 78, Nr 79, Nr 80
  - półglisery – Nr 71, Nr 72, Nr 73, Nr 74, Nr 75, Nr 76, Nr 78, Nr 79, Nr 80, Nr 81, Nr 83

1 grudnia 1944 r.
- 1 brygada okrętów rzecznych
  - kutry opancerzone – Nr 1, Nr 3, Nr 9, Nr 11, Nr 12, Nr 13, Nr 14, Nr 36, Nr 37, Nr 41, Nr 42, Nr 43, Nr 44
  - kutry dozorowe – Nr 11, Nr 12, Nr 13, Nr 14, Nr 15, Nr 16, Nr 17
  - kutry trałowe – Nr 140, Nr 143, Nr 151, Nr 154, Nr 155, Nr 156, Nr 158, Nr 159, Nr 162, Nr 163
  - kutry PWO – Nr 61, Nr 62, Nr 63, Nr 64, Nr 65, Nr 66, Nr 67, Nr 68, Nr 69, Nr 70
  - bateria pływająca opl – Nr 1270
  - półglisery – Nr 77, Nr 104, Nr 105, Nr 106, Nr 107, Nr 108, Nr 109, Nr 110, Nr 111, Nr 112
  - 1061, 1071, 1075, 1082 baterie przeciwlotnicze
- 2 brygada okrętów rzecznych
  - kutry opancerzone – Nr 186, Nr 222, Nr 223, Nr 224, Nr 301, Nr 302, Nr 304, Nr 371, Nr 372, Nr 373, Nr 374, Nr 375
  - kutry trałowe – Nr 69, Nr 141, Nr 142, Nr 149, Nr 150, Nr 153, Nr 206, Nr 693, Nr 694, Nr 696
  - kutry dozorowe – Nr 21, Nr 22, Nr 23, Nr 24, Nr 25, Nr 26
  - kutry PWO – Nr 71, Nr 72, Nr 73, Nr 74, Nr 75, Nr 76, Nr 77, Nr 78, Nr 79, Nr 80
  - półglisery – Nr 70, Nr 71, Nr 72, Nr 73, Nr 74, Nr 75, Nr 76, Nr 78, Nr 79, Nr 80

14 kwietnia 1945 r.
- 1 brygada okrętów rzecznych
  - kutry opancerzone – 10 jedn.
  - kutry dozorowe – 7 jedn.
  - kutry trałowe – 10 jedn.
  - kutry PWO – 10 jedn.
  - bateria pływająca opl – Nr 1270
  - półglisery – 10 jedn.
- 2 brygada okrętów rzecznych
  - kutry opancerzone – 8 jedn.
  - kanonierki rzeczne – 4 jedn.
  - kutry dozorowe – 6 jedn.
  - kutry trałowe – 10 jedn.
  - kutry PWO – 10 jedn.
  - półglisery – 10 jedn.
- 3 brygada okrętów rzecznych
  - kutry opancerzone – 12 jedn.
  - kanonierki rzeczne – 4 jedn.
  - pływające baterie – 3 jedn.
  - kutry dozorowe – 6 jedn.
  - kutry rakietowe – 4 jedn.
  - półglisery – 10 jedn.

## Nagrody i wyróżnienia
Za bojowe zasługi i osobiste bohaterstwo skład Flotylli nagrodzono orderami
- Order Czerwonego Sztandaru (1944)
- Order Uszakowa I klasy (1945),

dwie jej brygady i dywizjon są nagrodzono orderem
- Order Czerwonego Sztandaru,
- dwa dywizjony zostały gwardyjskimi.

Oddziały i pododdziały Flotylli otrzymały nazwy Pińskich, Bobrujskich, Łuninieckich, Berlińskich.

## Dowódcy flotylli
- Boris Władimirowicz Choroszchin, ros. Борис Владимирович Хорошхин (1920-1922)
- Gieorgij Borisowicz Czubunow, ros. Георгий Борисович Чубунов (XI 1937 - III 1940)
- kapitan 1 rangi Nikołaj Osipowicz Abramow, ros. Николай Осипович Абрамов (III - VI 1940)
- kapitan 1 rangi / kontradmirał Wissarion Wissarionowicz Grigorjew, ros. Виссарион Виссарионович Григорьев (1943-45)